# Wereldkampioenschappen schoonspringen 2017 – tienmetertoren mannen
Het schoonspringen vanaf de tienmetertoren voor mannen tijdens de wereldkampioenschappen schoonspringen 2017 vond plaats op 21 en 22 juli 2017 in de Danube Arena in Boedapest.

## Uitslag
Groen geeft de finalisten weer.
Blauw geeft de halvefinalisten weer.
| Rang   | Naam                  | Land                   | Voorronde | Voorronde | Halve finale  | Halve finale  | Finale        | Finale        |
| Rang   | Naam                  | Land                   | Punten    | Rang      | Punten        | Rang          | Punten        | Rang          |
| ------ | --------------------- | ---------------------- | --------- | --------- | ------------- | ------------- | ------------- | ------------- |
| Goud   | Tom Daley             | Verenigd Koninkrijk    | 515.10    | 3         | 498.65        | 2             | 590.95        | 1             |
| Zilver | Chen Aisen            | China                  | 553.50    | 1         | 488.55        | 3             | 585.25        | 2             |
| Brons  | Yang Jian             | China                  | 521.65    | 2         | 441.75        | 11            | 565.15        | 3             |
| 4      | Aleksandr Bondar      | Rusland                | 436.30    | 10        | 509.10        | 1             | 484.80        | 4             |
| 5      | Maksym Dolhov         | Oekraïne               | 432.50    | 11        | 413.55        | 12            | 484.70        | 5             |
| 6      | David Dinsmore        | Verenigde Staten       | 429.95    | 12        | 483.10        | 4             | 479.75        | 6             |
| 7      | Benjamin Auffret      | Frankrijk              | 406.80    | 17        | 467.70        | 7             | 469.35        | 7             |
| 8      | Viktor Minibajev      | Rusland                | 466.30    | 5         | 463.40        | 8             | 463.60        | 8             |
| 9      | Randal Willars Valdez | Mexico                 | 441.85    | 8         | 463.25        | 9             | 452.35        | 9             |
| 10     | Woo Ha-ram            | Zuid-Korea             | 441.30    | 9         | 442.60        | 10            | 435.60        | 10            |
| 11     | Ri Hyon-ju            | Noord-Korea            | 488.70    | 4         | 468.80        | 6             | 434.85        | 11            |
| 12     | Matty Lee             | Verenigd Koninkrijk    | 445.40    | 7         | 472.35        | 5             | 423.55        | 12            |
| 13     | Domonic Bedggood      | Australië              | 450.30    | 6         | 404.45        | 13            | Uitgeschakeld | Uitgeschakeld |
| 14     | Timo Barthel          | Duitsland              | 413.90    | 14        | 387.05        | 14            | Uitgeschakeld | Uitgeschakeld |
| 15     | Vladimir Barbu        | Italië                 | 404.95    | 18        | 380.30        | 15            | Uitgeschakeld | Uitgeschakeld |
| 16     | Andrés Villarreal     | Mexico                 | 414.55    | 13        | 379.95        | 16            | Uitgeschakeld | Uitgeschakeld |
| 17     | Jesús Liranzo         | Venezuela              | 407.55    | 16        | 373.05        | 17            | Uitgeschakeld | Uitgeschakeld |
| 18     | Declan Stacey         | Australië              | 409.45    | 15        | 305.00        | 18            | Uitgeschakeld | Uitgeschakeld |
| 19     | Vadim Kaptoer         | Wit-Rusland            | 396.20    | 19        | Uitgeschakeld | Uitgeschakeld | Uitgeschakeld | Uitgeschakeld |
| 20     | Vincent Riendeau      | Canada                 | 389.25    | 20        | Uitgeschakeld | Uitgeschakeld | Uitgeschakeld | Uitgeschakeld |
| 21     | Ethan Pitman          | Canada                 | 386.50    | 21        | Uitgeschakeld | Uitgeschakeld | Uitgeschakeld | Uitgeschakeld |
| 22     | Vladimir Harutyunyan  | Armenië                | 375.50    | 22        | Uitgeschakeld | Uitgeschakeld | Uitgeschakeld | Uitgeschakeld |
| 23     | Florian Fandler       | Duitsland              | 375.05    | 23        | Uitgeschakeld | Uitgeschakeld | Uitgeschakeld | Uitgeschakeld |
| 24     | Kim Yeong-nam         | Zuid-Korea             | 361.10    | 24        | Uitgeschakeld | Uitgeschakeld | Uitgeschakeld | Uitgeschakeld |
| 25     | Hyon Il-myong         | Noord-Korea            | 357.20    | 25        | Uitgeschakeld | Uitgeschakeld | Uitgeschakeld | Uitgeschakeld |
| 26     | Jordan Windle         | Verenigde Staten       | 351.75    | 26        | Uitgeschakeld | Uitgeschakeld | Uitgeschakeld | Uitgeschakeld |
| 27     | Krisztián Somhegyi    | Hongarije              | 349.85    | 27        | Uitgeschakeld | Uitgeschakeld | Uitgeschakeld | Uitgeschakeld |
| 28     | Kazuki Murakami       | Japan                  | 349.70    | 28        | Uitgeschakeld | Uitgeschakeld | Uitgeschakeld | Uitgeschakeld |
| 29     | Isaac Souza           | Brazilië               | 348.90    | 29        | Uitgeschakeld | Uitgeschakeld | Uitgeschakeld | Uitgeschakeld |
| 30     | Mattia Placidi        | Italië                 | 346.00    | 30        | Uitgeschakeld | Uitgeschakeld | Uitgeschakeld | Uitgeschakeld |
| 31     | Jeinkler Aguirre      | Cuba                   | 342.40    | 31        | Uitgeschakeld | Uitgeschakeld | Uitgeschakeld | Uitgeschakeld |
| 32     | Yusmandy Paz          | Cuba                   | 330.00    | 32        | Uitgeschakeld | Uitgeschakeld | Uitgeschakeld | Uitgeschakeld |
| 33     | Jonathan Chan         | Singapore              | 328.00    | 33        | Uitgeschakeld | Uitgeschakeld | Uitgeschakeld | Uitgeschakeld |
| 34     | Loïs Szymczak         | Frankrijk              | 324.60    | 34        | Uitgeschakeld | Uitgeschakeld | Uitgeschakeld | Uitgeschakeld |
| 35     | Chew Yiwei            | Maleisië               | 323.85    | 35        | Uitgeschakeld | Uitgeschakeld | Uitgeschakeld | Uitgeschakeld |
| 36     | Juan Reyes            | Colombia               | 317.65    | 36        | Uitgeschakeld | Uitgeschakeld | Uitgeschakeld | Uitgeschakeld |
| 37     | Kevin García          | Colombia               | 313.85    | 37        | Uitgeschakeld | Uitgeschakeld | Uitgeschakeld | Uitgeschakeld |
| 38     | Youssef Ezzat         | Egypte                 | 295.70    | 38        | Uitgeschakeld | Uitgeschakeld | Uitgeschakeld | Uitgeschakeld |
| 39     | Mohab Mohymen         | Egypte                 | 293.55    | 39        | Uitgeschakeld | Uitgeschakeld | Uitgeschakeld | Uitgeschakeld |
| 40     | Frandiel Gómez        | Dominicaanse Republiek | 282.10    | 40        | Uitgeschakeld | Uitgeschakeld | Uitgeschakeld | Uitgeschakeld |
| 41     | Vartan Bayanduryan    | Armenië                | 280.90    | 41        | Uitgeschakeld | Uitgeschakeld | Uitgeschakeld | Uitgeschakeld |
| 42     | Aurelian Dragomir     | Roemenië               | 278.35    | 42        | Uitgeschakeld | Uitgeschakeld | Uitgeschakeld | Uitgeschakeld |